# Rötenbach (Wutach)
Der Rötenbach ist ein linker Nebenbach der Wutach, der am östlichen Rand des Hochschwarzwalds zunächst durch hoch gelegene Wiesentäler fließt und dann in tiefem, schluchtartigem Kerbtal von Norden her die Wutachschlucht erreicht. In einer Talweitung, die bereits zur landwirtschaftlich geprägten Hochfläche der Baar gehört, durchfließt der Bach den nach ihm benannten Ort Rötenbach an der Höllentalbahn.

## Verlauf und Tallandschaft
Der Oberlauf des Rötenbachs verläuft in den weitläufigen, sanft mit etwa zweiprozentigem Gefälle ostwärts abdachenden Nadelwaldgebieten östlich von Titisee-Neustadt. Er führt nach dem im 14. Jahrhundert gegründeten Kloster Friedenweiler den Namen Klosterbach. Die Quellen seines auch Kleineisenbach genannten obersten Abschnittes liegen im Weiler Kleineisenbach auf gut 990 m ü. NHN Höhe. Der südwärts verlaufende Bach wird zumeist von schmalen, großenteils wiedervernässten Talwiesen begleitet; nur um das rund 900 m ü. NHN Meter hoch gelegene Klosterdorf Friedenweiler (ca. 700 Einwohner) füllen sie die umgebende Talweitung flächenhaft aus.

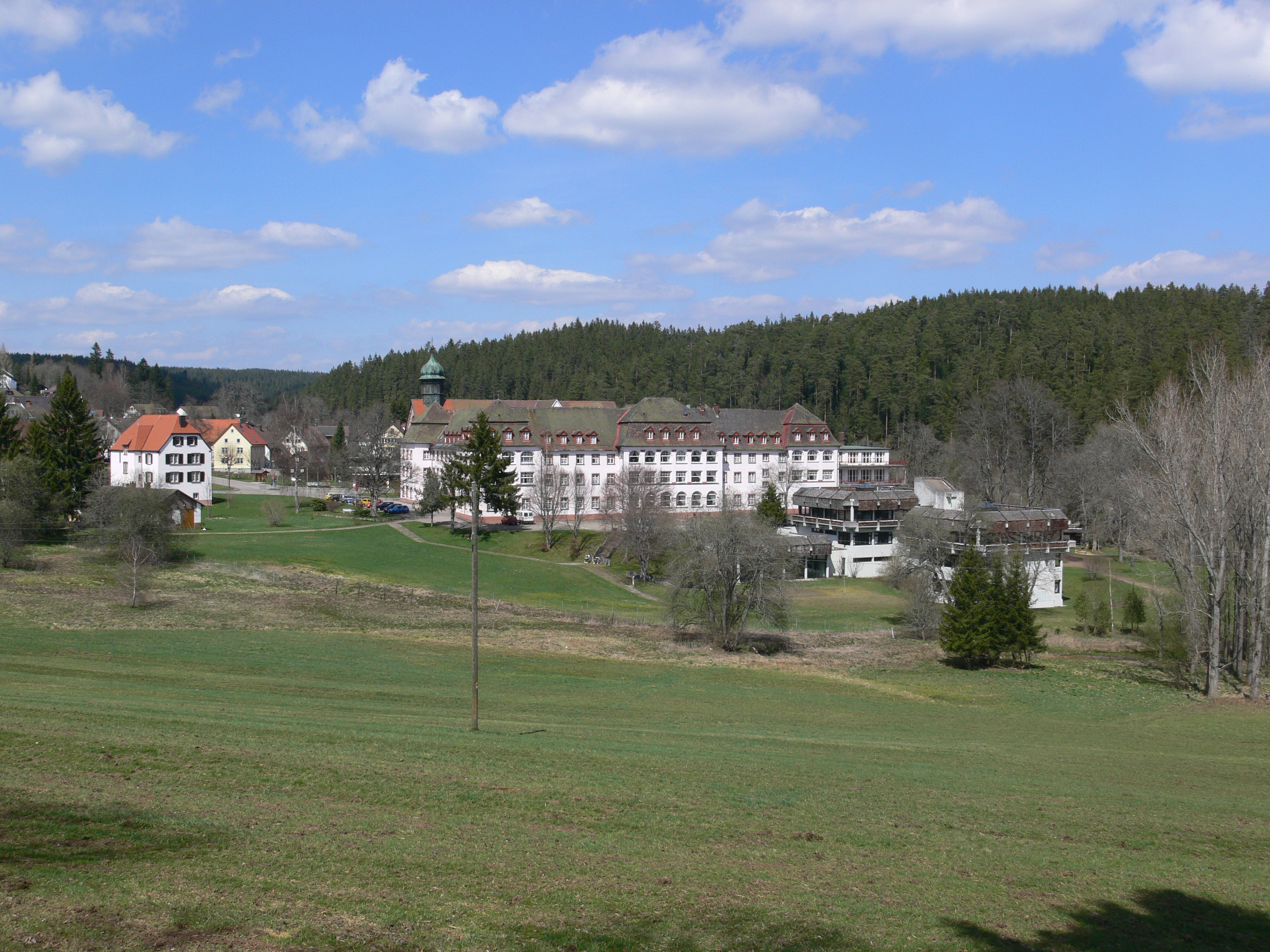
Friedenweiler am Oberlauf im Klosterbachtal

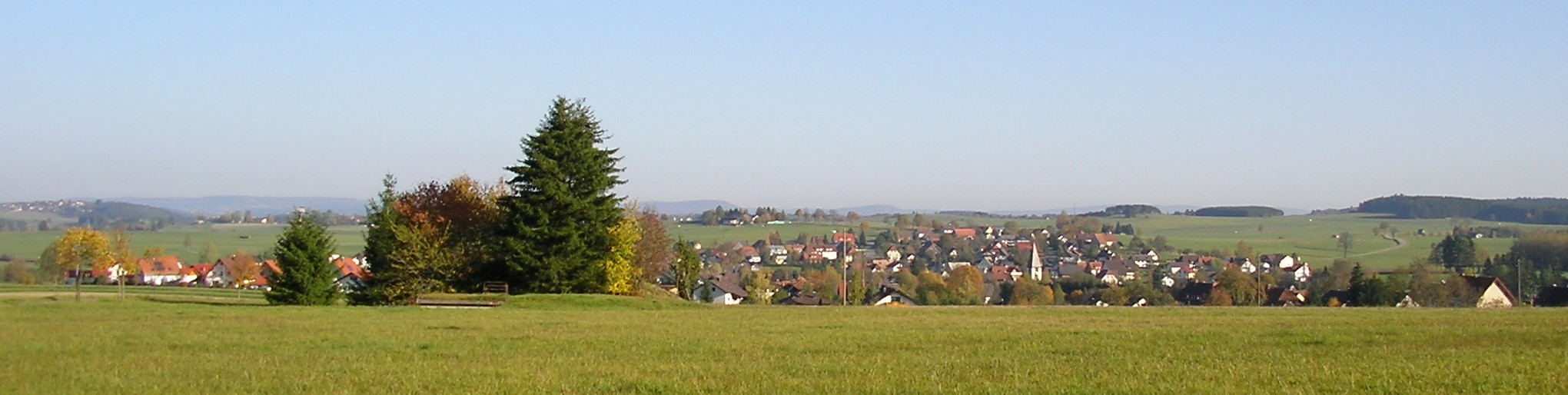
Talweitung von Rötenbach am Mittellauf

An der Adlerwirtssäge nördlich des Dorfes Rötenbach (zu Friedenweiler, ca. 1350 Einwohner) mündet in den bis hier allmählich nach Osten eingeschwenkten Klosterbach von Norden her der Klausbach ein. Nach Osten wird das Tal des Klosterbachs durch eine von Bahn und Straße genutzte Senke fortgesetzt, die in das Tal der zur Gauchach fließenden Mauchach übergeht. Der Klausbach als weitaus größter Nebenbach führt hier im Mittel etwa zwei Drittel der Abflussmenge des Klosterbachs. Sein unterer Abschnitt führte im 19. Jahrhundert noch den Namen Röthenbach, der heute erst unterhalb der Vereinigung beider Bäche gilt. Das Einzugsgebiet des Klausbachs ist vollständig bewaldet. Zugunsten einstiger Mühlen an der Gauchach ist es durch ableitende Gräben um etwa 10 % verkleinert worden und umfasst seitdem eine Fläche von 5,98 km².
Unterhalb der Klausbachmündung queren die B31 und die Höllentalbahn das hier breite Tal, und die Ortsbebauung von Rötenbach begleitet auf einem Kilometer Länge das teils grabenartige Bachbett. Es liegt um Rötenbach in violettrotem Buntsandstein, anders als bei den meisten umliegenden Bächen, was den Namen Rötenbach verständlich macht. Unterhalb von Rötenbach verengt sich die Talsohle allmählich, bis sie nach etwa 1,7 Kilometern in enger Talkerbe endet. Zugleich werden die begleitenden Talhänge höher, da zum Unterlauf hin das umgebende Hügelland um fast 50 Meter ansteigt und der Bach sich mit zunehmendem Gefälle einschneidet. Auf den letzten 1,8 Kilometern begleiten den Bach zunächst punkthaft und dann prägend felsige Uferpartien im St.-Blasien-Granit. Auf dem letzten Kilometer verliert der Bach 45 Meter an Höhe. Hier bildet er Katarakte und einen gut 5 Meter hohen, zweistufigen Wasserfall.

Rötenbachschlucht
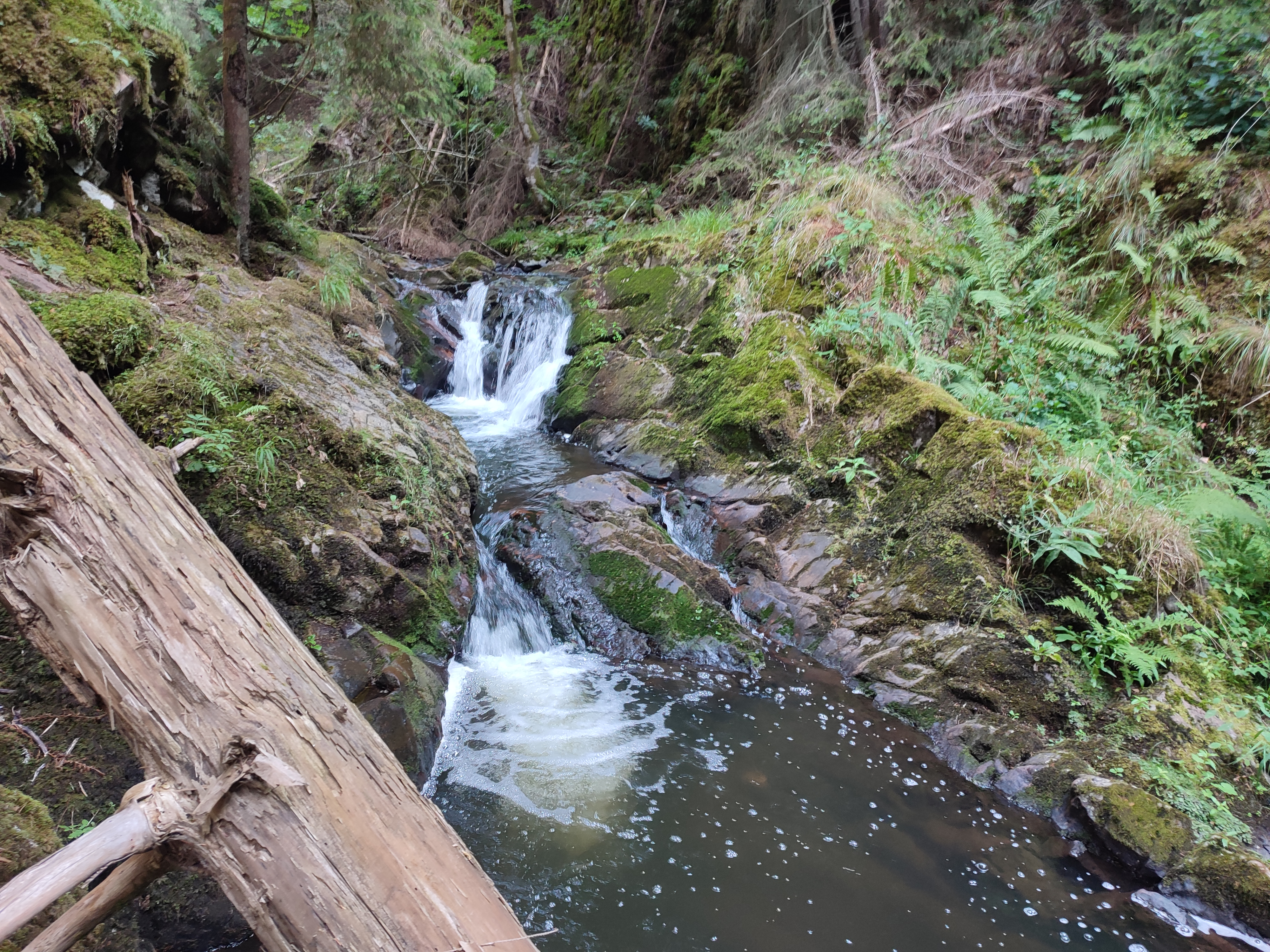
Oberer Wasserfall
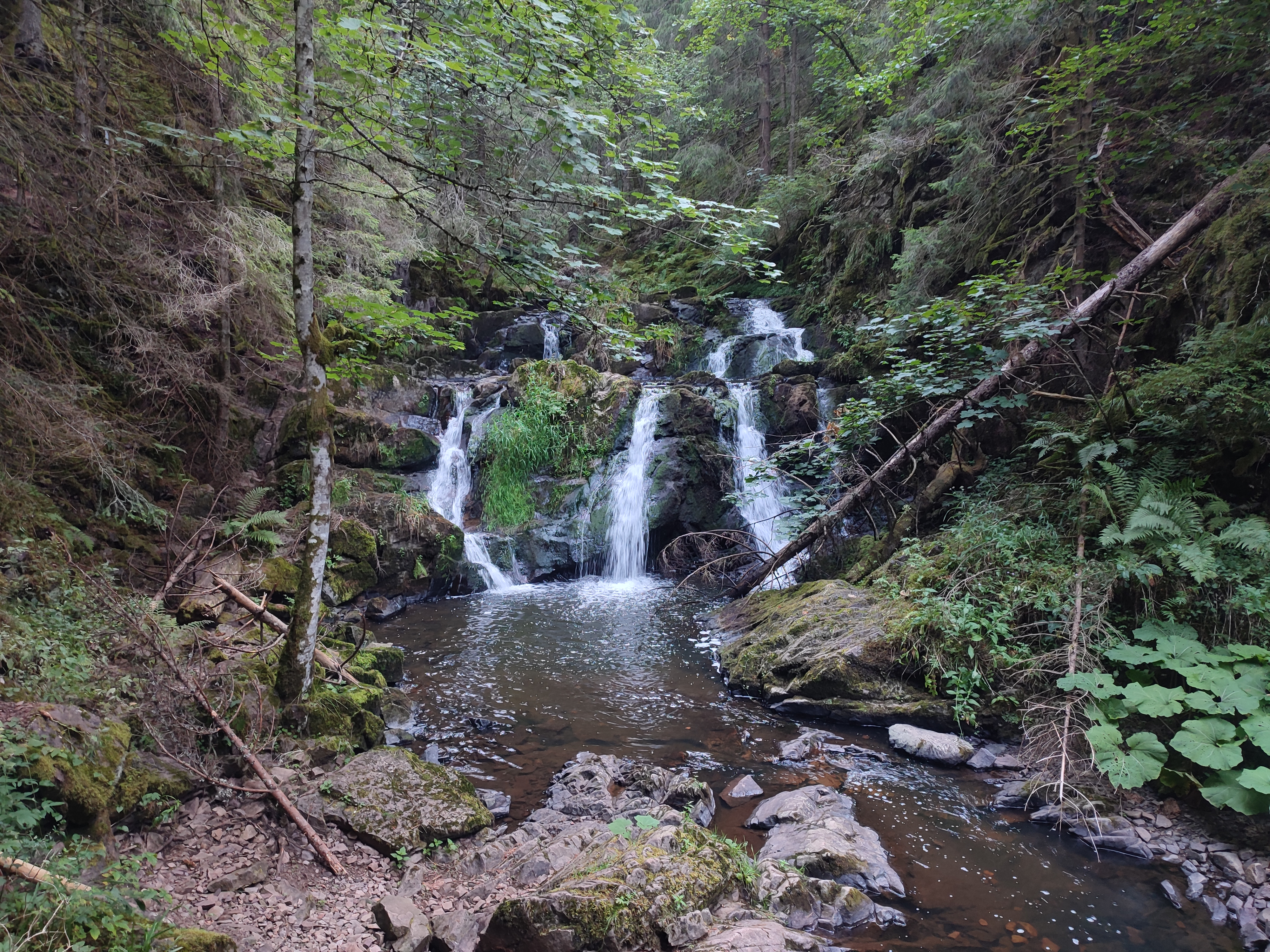
Großer Wasserfall